# Dichter-Klasse
Die Dichter-Klasse ist eine Serie von acht großen Fahrgastschiffen, die von April 1961 bis Ende 1963 in der VEB Schiffswerft „Edgar André“ in Magdeburg-Rothensee in der DDR gebaut wurden. Die Klassenbezeichnung erhielten die Schiffe aufgrund der Namensgebung mit überwiegend Namen von deutschen Dichtern.

## Geschichte
Die Fahrgastschiffe entstanden im Rahmen einer Serie von acht Schiffen in der volkseigenen Werft benannt nach Etkar André in Magdeburg. Die Schiffe sind 52,87 Meter lang und 8,08 Meter breit. Der durchschnittliche Tiefgang beträgt 1,26 Meter. Angetrieben wurden sie bei Indienststellung von zwei Motoren der Firma SKL Magdeburg. Die Fahrgastkapazität betrug bei der Indienststellung 725 Personen.
Die ersten vier Schiffe der Serie waren für die Weiße Flotte Berlin mit Sitz im Ostteil der Stadt in Treptow an der Spree bestimmt. Besonderer Wert wurde bei der Projektierung der Schiffe im Jahr 1960 auf eine leistungsfähige Gastronomie an Bord gelegt, um vergleichbare Schiffe als Gegenpart zu den neuen Restaurationsschiffen im Westteil Berlins anbieten zu können. Im April 1961 stellte der VEB Fahrgastschiffahrt Berlin das erste Schiff der Dichter-Klasse mit dem Namen Johannes R. Becher in Dienst. Ihm folgten im Februar 1962 die Friedrich Wolf, im April 1962 die Bertolt Brecht und gegen Ende des gleichen Jahres die Heinrich Mann.
Zwei weitere Schiffe dieser Serie lieferte die Werft an die Weiße Flotte Potsdam, die Sanssouci  1962 und die Cecilienhof 1963. Auffällig sind die abweichenden Schiffsnamen nach Schlössern der Hohenzollern. Die damalige Betriebsleitung des Potsdamer Unternehmens konnte ihre ablehnende Haltung gegenüber vorgeschlagenen Namen seitens Regierungsstellen durchsetzen und ihre Schiffe mit für Potsdam typischen Namen versehen.
Zwei weitere Schwesterschiffe sind die Aktivist, welche in der Stadt Brandenburg an der Havel zum Einsatz kam und die Erich Weinert für den Betrieb auf der Elbe im Magdeburger Raum. Sieben der acht Schiffe der Klasse sind noch in Fahrt.

### Liste der Fahrgastschiffe
| Bild | Name bei Indienststellung | ENI ehemalige DDR-Registriernummer | Baujahr/Ort                 | Bemerkungen / umgebaut / verkauft / Verbleib |
| ---- | ------------------------- | ---------------------------------- | --------------------------- | --- |
|      | Johannes R. Becher        | P-187                              | 1961/Magdeburg-Rothensee    | Das Typ-Schiff der Serie mit der Baunummer 2001, Weiße Flotte Berlin, dann ab 1990 Mecklenburg Stern und Kreisschiffahrt GmbH Berlin, ab 1997 weiter mit dem Namen für Oder-Haff Seetours Reederei Peters GmbH Ückermünde. Das Schiff wurde 2005 über Polen nach Litauen verkauft und fuhr als Mecklenburg auf der Memel mit Heimathafen Klaipėda. Ab 2012 war das Schiff in Riga (Name unbekannt) beheimatet. Seit 2017 als Wratislavia (interne Reg.Nr. WR-01-230) in Breslau. |
|      | Friedrich Wolf            | P-188                              | 1961/62/Magdeburg-Rothensee | Baunummer 2003; Weiße Flotte Berlin, dann ab 1990 Thüringen Stern und Kreisschiffahrt GmbH Berlin, ab April 1999 weiter mit dem Namen für Oder-Haff Seetours Reederei Peters GmbH Ückermünde. 2007 in polnischer Werft umgebaut; seit 2008 als weltgrößte Robbenforschungsstation und Laborschiff G. F. Lichtenberg; Liegeplatz an der Ostmole Hohe Düne Robbenstation Rostock; das Schiff hat keine Motoren mehr und beherbergt Wohnräume und Labors für die dort arbeitenden Wissenschaftler und trägt den Namen ""Lichtenberg" nach dem deutschen Professor Georg Christoph Lichtenberg. |
|      | Bertolt Brecht            | 05604820 P-189                     | 1962/Magdeburg-Rothensee    | Baunummer 2004; ex. Adler River (bis 2005), ex. Sachsen Anhalt (bis 1998), ex. Bertolt Brecht (bis 1990). Bis 1990 Weiße Flotte Berlin, dann Sachsen-Anhalt bis 1998 Stern und Kreisschiffahrt GmbH Berlin, ab März 1998 Adler River Insel und Halligreederei Paulsen. Nach dem Ende der Butterfahrten nach Hamburg verkauft Reederei S.P.M.S. eingesetzt für Hafenrundfahrten; trägt seit 2005 den Namen Classic River; weiterverkauft nach Prag und das Schiff wurde am 18. März 2009 in das tschechische Schiffsregister eingetragen.                                                    |
|      | Heinrich Mann             | 05602510 P-192                     | 1962/Magdeburg-Rothensee    | Ab 1990 als Sachsen in Fahrt bei Stern und Kreisschiffahrt GmbH Berlin. Im April 2014 aus der Flottenliste gestrichen und verkauft nach Gelsenkirchen, dort als Pirat in Fahrt bis Ende 2019. Am 9. November 2020 zur Werft nach Haren (Ems) zur Kötter Werft zum Umbau im Auftrag der Hochschule für Künste Bremen, neuer Name Dauerwelle |
|      | Sanssouci                 | 05609360 P-191                     | 1962/Magdeburg-Rothensee    | Erster Neubau (Baunummer 2005) seit 1962 für Weiße Flotte Potsdam, 1994 verkauft, bis 1998 Eventschiff am Gröbenufer an der Oberbaumbrücke in Berlin, 1998 Adler Queen Reederei S. Paulsen auf der Oder, ab 2005 Classic Queen Hamburg S.P.M.S. GmbH. Seit Mitte 2016 in Prag. Umbau zum Brauerei- und Restaurantschiff Pivovar mit festen Liegeplatz. |
|      | Cecilienhof               | 05607630 P-193                     | 1963/Magdeburg-Rothensee    | 2011 in Potsdam aufgelegt, 2012 verkauft in Richtung Moldau. Neuer Name Cecilie |
|      | Aktivist                  | P-190                              | 1961/62/Magdeburg-Rothensee | Baunummer 2006; ab Oktober 1990 Fritze Bollmann, Weiße Flotte Brandenburg, Eigner Frank Mothes. 1997 modernisiert max. 300 Paxe. Im Juli 1998 an die Insel- und Halligreederei Sven Paulsen verkauft. Einsatz auf der Oder ab Juli 1998 bis 2002 als Adler Steamer und danach bis 2003 Einsatz auf der Oberelbe. Am 21. Mai 2004 nach Prag verkauft und fährt als Czechie auf der Moldau. |
|      | Erich Weinert             | 32101472 P-241                     | 1963/Magdeburg-Rothensee    | 1994 nach Prag verkauft, neuer Name Európé. |

### Besonderes
Die Schiffe der Dichter-Klasse wurden von Anfang an als Luxusschiffe bezeichnet und zu Rundfahrten und besonderen Veranstaltungen eingesetzt. Für Rundfahrten und Vermietungen kam es zu einer Regelung der Fahrpreise, die für den Ostteil von Berlin und die DDR völlig neu und ungewöhnlich war, nämlich zur Bildung einer besonderen Preisklasse für Salon- und Luxusschiffe, die sich von denjenigen für die gewöhnlichen Ausflugs- oder Linienschiffe deutlich nach oben unterschieden.
Aufsehen erregte die Flucht von Besatzungsmitgliedern der Friedrich Wolf, die das Fahrgastschiff in den frühen Morgenstunden des 8. Juni 1962 unter heftigem Beschuss durch DDR-Grenzsoldaten von Treptow kommend bis an die Einfahrt zum Landwehrkanal im Westberliner Bezirk Kreuzberg brachten und dort mit ihren Angehörigen, insgesamt 14 Personen, von Bord gingen.